# Jörg Kotte
Jörg Kotte – wschodnioniemiecki zapaśnik walczący w stylu wolnym.
Zajął czwarte miejsce na mistrzostwach świata w 1987.
Brązowy medalista mistrzostw Europy w 1987; piąty w 1989 roku.
Mistrz NRD w 1985, 1986 i 1988; drugi w 1984 roku.